# Ontario (Wisconsin)
Ontario és una població dels Estats Units a l'estat de Wisconsin. Segons el cens del 2000 tenia 476 habitants.

## Demografia
Segons el cens del 2000, Ontario tenia 476 habitants, 225 habitatges, i 134 famílies. La densitat de població era de 182 habitants per km².
Dels 225 habitatges en un 24,4% hi vivien nens de menys de 18 anys, en un 43,6% hi vivien parelles casades, en un 11,6% dones solteres, i en un 40,4% no eren unitats familiars. En el 36,4% dels habitatges hi vivien persones soles el 21,8% de les quals corresponia a persones de 65 anys o més que vivien soles. El nombre mitjà de persones vivint en cada habitatge era de 2,12 i el nombre mitjà de persones que vivien en cada família era de 2,73.
Per edats la població es repartia de la següent manera: un 21,4% tenia menys de 18 anys, un 7,8% entre 18 i 24, un 21,8% entre 25 i 44, un 24,2% de 45 a 60 i un 24,8% 65 anys o més.
L'edat mediana era de 44 anys. Per cada 100 dones de 18 o més anys hi havia 92,8 homes.
La renda mediana per habitatge era de 23.194 $ i la renda mediana per família de 28.750 $. Els homes tenien una renda mediana de 23.333 $ mentre que les dones 17.083 $. La renda per capita de la població era de 13.893 $. Aproximadament el 14,2% de les famílies i el 22,4% de la població estaven per davall del llindar de pobresa.

## Poblacions més properes
El següent diagrama mostra les poblacions més properes.